# Aciphylla aurea
Aciphylla aurea (Engels: Golden Spaniard of Golden speargrass) is een soort uit de schermbloemenfamilie (Apiaceae). De soort komt voor op het Zuidereiland van Nieuw-Zeeland. Hij groeit in montane en subalpiene gebieden op rotsachtig terrein, droge graslanden en graslanden met pollenvormende grassen.